# Bitwa nad rzeką Jalu
Bitwa nad rzeką Yalu (jap. 鴨緑江会戦 Ōryokkō-kaisen) – pierwsza z większych bitew lądowych w wojnie rosyjsko-japońskiej, stoczona w dniach od 30 kwietnia do 1 maja 1904 roku niedaleko wsi Ŭiju i zakończona zwycięstwem wojsk japońskich otwierającym im drogę do Mandżurii. 

## Historia
Przed bitwą nowy, rosyjski głównodowodzący, generał Kuropatkin, wydał rozkaz dowódcy Oddziału Wschodniego Armii Mandżurskiej, generałowi porucznikowi Michaiłowi Zasuliczowi, powstrzymywania sforsowania przez oddziały japońskie rzeki Yalu, ich wyjścia na prawy dolny jej brzeg i natarcia na północ, w kierunku gór. Rozkaz jednocześnie mówił o unikaniu decydującego starcia i w razie potrzeby wycofaniu się w kierunku Liaoyang, do głównych sił.
Oddział Wschodni, który powstał ze wzmocnionej grupy Wschodniej Awangardy generała majora Kasztalińskiego, miał w swoim składzie pięć wschodniosyberyjskich pułków piechoty: 9., 10., 11., 12., 22. Łącznie grupa liczyła 20 tys. żołnierzy - piechota 16,5 tys. i kawaleria 2500. Ponadto, miała ona na wyposażeniu 62 działa i 8 ciężkich karabinów maszynowych. Jej przeciwnikiem była dowodzona przez generała Tamemoto Kurokiego japońska 1. Armia składająca się z 2. i 12. dywizji piechoty oraz dywizji gwardyjskiej, łącznie liczącej około 35 tysięcy żołnierzy, z uzbrojeniem w 126 dział.
W dniu 1 maja oddziały japońskie, po wcześniejszym zajęciu wysp pośrodku rzeki, przeprawiły się przez Yalu Jiang powyżej pozycji wojsk rosyjskich, broniących się w oddzielnych grupach liczących do 5 tys. żołnierzy i zdołały obejść lewe skrzydło Oddziału Wschodniego.
W związku z przewagą Japończyków i powodzeniem ich oskrzydlającego manewru, słabym przygotowaniem rosyjskich pozycji obronnych i niewykorzystaniem dogodnego do obrony wysokiego prawego brzegu rzeki, dużego rozśrodkowania oddziałów w obronie (odcinka około 30 km broniło 10 tysięcy ludzi), nieobecności na miejscu generała Zasulicza dowodzącego z Liaoyang, Oddział Wschodni był zmuszony do wycofania się i odstąpienia na pobliskie wzgórza. Rosjanie stracili około 2200 żołnierzy, 21 dział i wszystkie karabiny maszynowe, przy stratach japońskich ponad 1000 żołnierzy. 
Sukces japońskiej 1. Armii umożliwił lądowanie 2. Armii na Półwyspie Liaotuńskim i rozwinięcie natarcia w głąb Mandżurii. Według opinii Japończyków, ich wiara we własne siły podwoiła się po tym zwycięstwie.

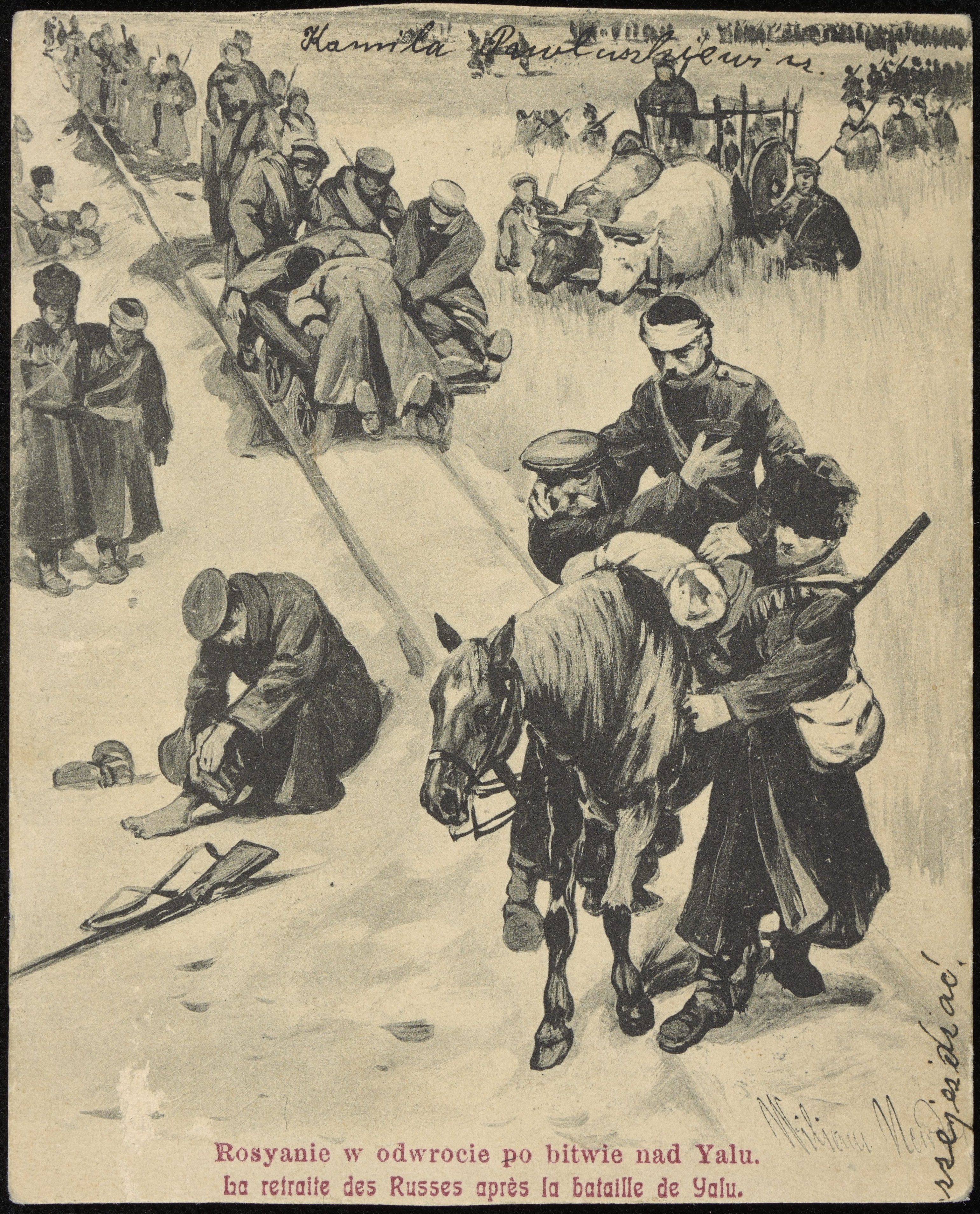
Rosjanie w odwrocie po bitwie nad Yalu